# Аксіома порожньої множини
Аксіомою [існування] порожньої множини називається наступне висловлювання теорії множин
{\displaystyle \exists a\forall b\ (b\notin a)}
Аксіома порожньої множини проголошує існування принаймні однієї порожньої множини, тобто множини, яка не містить ні одного елемента. Порожня множина є своєю підмножиною, але не є своїм елементом.

## Інші формулювання аксіоми порожньої множини
{\displaystyle \neg \ (\forall a\exists b\ (b\in a))}
{\displaystyle \exists a\forall b\ (b\in a\leftrightarrow b\neq b)}, що є {\displaystyle ~\exists a\ (a=\{b:\ b\neq b\})}
{\displaystyle ~\exists a\forall b\ (b\in a\leftrightarrow b\in b)}, що є {\displaystyle ~\exists a\ (a=\{b:\ b\in b\})}
{\displaystyle ~\exists a\forall b\ (b\in a\leftrightarrow a\in b)}, що є {\displaystyle ~\exists a\ (a=\{b:\ a\in b\})}
{\displaystyle ~\exists a\forall b\ (b\in a\leftrightarrow b\not \subset b)}, що є {\displaystyle ~\exists a\ (a=\{b:\ b\not \subset b\})}
{\displaystyle ~\exists a\forall b\ (b\in a\leftrightarrow b\subsetneq b)}, що є {\displaystyle ~\exists a\ (a=\{b:\ b\subsetneq b\})}
{\displaystyle ~\exists a\forall b\ (b\in a\leftrightarrow \Phi [b]\ \land \ \neg \Phi [b])}, що є {\displaystyle \exists a\ (a=\{b:\ \Phi [b]\ \land \ \neg \Phi [b]\})}
{\displaystyle ~\cdots }